# Juventus Football Club 1962-1963
Questa voce raccoglie le informazioni riguardanti la Juventus Football Club nelle competizioni ufficiali della stagione 1962-1963.

## Stagione
Dopo sette anni, la Juventus si presentò ai nastri di partenza della nuova stagione senza Umberto Agnelli alla presidenza, il quale il 19 luglio 1962 ufficializzò un proposito già maturato nei mesi precedenti; il Dottore si dimise lasciando la massima carica dirigenziale a Vittore Catella. Novità anche in panchina con l'ingaggio del brasiliano Paulo Amaral, già preparatore atletico della Seleção campione ai mondiali di Svezia 1958 e Cile 1962: questi salì presto alla ribalta per la volontà di schierare la difesa bianconera secondo la zona, un'innovazione tattica mai testata prima nel calcio italiano.

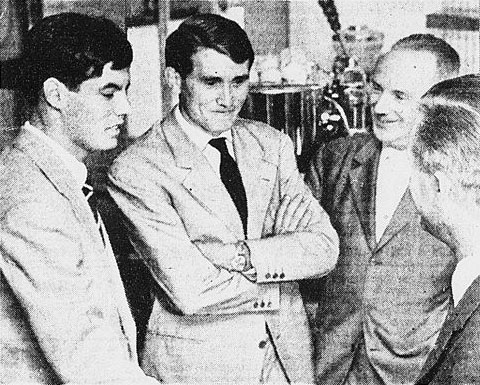
Volti nuovi nella sede del club nell'estate 1962: i neoacquisti Salvadore e Crippa s'intrattengono insieme al neoeletto presidente Catella e al consigliere Giordanetti.

Per quanto concerne la rosa, tra i nuovi arrivi si segnalarono soprattutto la mezzala Luis del Sol, primo spagnolo nella storia del club, prelevato dal Real Madrid per la somma di 350 milioni di lire, e il libero Sandro Salvadore, questo ultimo in uno scambio di mercato coi rivali del Milan (cui si accasò Mora) che destò non poco clamore. Sul fronte delle partenze, dodici mesi dopo il ritiro di Boniperti svestì la maglia bianconera anche il secondo reduce dell'epoca del Trio Magico, un John Charles ormai lontano dai fasti degli anni passati, ceduto dalla Juventus sia per via di un precoce declino fisico sia perché ritenuto da Amaral inadatto ai suoi nuovi schemi offensivi.
In campionato i torinesi, dati alla vigilia per favoriti alla vittoria finale assieme ai campioni uscenti del Milan, nonostante un avvio altalenante (un punto in tre partite) riuscirono in novembre ad appaiare in vetta il Bologna e la sorpresa SPAL. Nello stesso mese, tuttavia, emerse l'Inter di Helenio Herrera quale più accreditata rivale-scudetto, che legittimò le sue velleità tricolori battendo i bianconeri nello scontro diretto di San Siro del 23 dicembre.

Il neoacquisto spagnolo del Sol e il nuovo tecnico brasiliano Amaral a colloquio al Campo Combi

Approfittando di un passo falso dei nerazzurri, gli uomini di Amaral arrivarono comunque al giro di boa del torneo da campioni d'inverno, a +1 sull'Inter, +2 sul Bologna e +4 sul L.R. Vicenza. I piemontesi ressero in solitaria fino al 3 febbraio 1963, quando subirono l'aggancio da parte dei meneghini. Seguì quindi un mese esatto di coabitazione in vetta, finché la Juventus cadde del derby contro il Torino lasciando definitivamente strada ai nerazzurri, a fine campionato scudettati con quattro lunghezze di vantaggio sui bianconeri secondi classificati.
Scialbo fu il cammino in Coppa Italia dove i torinesi, dopo aver eliminato in sequenza nei turni precedenti Brescia, Foggia & Incedit e Venezia, uscirono di scena ai quarti di finale dinanzi a una formazione di Serie B, il Verona, per un gol subìto tra le mura casalinghe del Comunale ad appena 20" dai tempi supplementari. La Juventus chiuse tuttavia l'annata conquistando il primo trofeo internazionale della sua storia, la Coppa delle Alpi, superando 3-2 nella finale del 29 giugno allo stade des Charmilles di Ginevra i connazionali dell'Atalanta – peraltro freschi detentori della Coppa Italia.

## Maglia
| Casa | Trasferta | 1ª portiere | 2ª portiere |

## Rosa
| N. |                   | Ruolo | Calciatore              |
| -- | ----------------- | ----- | ----------------------- |
|    | Italia (bandiera) | P     | Roberto Anzolin         |
|    | Italia (bandiera) | P     | Carlo Mattrel           |
|    | Italia (bandiera) | D     | Sandro Salvadore        |
|    | Italia (bandiera) | D     | Ernesto Castano         |
|    | Italia (bandiera) | D     | Gianfranco Leoncini     |
|    | Italia (bandiera) | D     | Benito Sarti            |
|    | Italia (bandiera) | D     | Gilberto Noletti        |
|    | Italia (bandiera) | D     | Renato Caocci           |
|    | Italia (bandiera) | D     | Giancarlo Bercellino    |
|    | Italia (bandiera) | D     | Bruno Onorato Fochesato |
|    | Spagna (bandiera) | C     | Luis del Sol            |
|    | Italia (bandiera) | C     | Gino Stacchini          |

| N. |                      | Ruolo | Calciatore                  |
| -- | -------------------- | ----- | --------------------------- |
|    | Italia (bandiera)    | C     | Flavio Emoli (capitano)     |
|    | Italia (bandiera)    | C     | Dante Crippa                |
|    | Italia (bandiera)    | C     | Giovanni Sacco              |
|    | Italia (bandiera)    | C     | Gianni Rossi                |
|    | Italia (bandiera)    | C     | Bruno Mazzia                |
|    | Italia (bandiera)    | C     | Franco Carrera              |
|    | Argentina (bandiera) | A     | Omar Sívori (vice capitano) |
|    | Brasile (bandiera)   | A     | Armando Miranda             |
|    | Brasile (bandiera)   | A     | Bruno Siciliano             |
|    | Italia (bandiera)    | A     | Bruno Nicolè                |
|    | Italia (bandiera)    | A     | Gianfranco Zigoni           |
|    | Italia (bandiera)    | A     | Dario Cavallito             |

## Risultati

### Serie A

#### Girone di andata
| Genova 16 settembre 1962, ore 16:00 CET 1ª giornata | Genoa        | 0 – 0 referto | Juventus | Stadio Luigi Ferraris\| Arbitro: \| Adami (Roma) \| |
| Arbitro:                                            | Adami (Roma) |               |          |                                                     |

| Arbitro: | Angonese (Mestre) |

|                        |           |                                           |
| Del Sol 23’ Sívori 78’ | Marcatori | 21’ Domenghini 34’ Colombo 54’ Mereghetti |

| Arbitro: | Gambarotta (Genova) |

|             |           |  |
| Canella 41’ | Marcatori |  |

| Arbitro: | Rigato (Mestre) |

|                                    |           |              |
| Rossi 14’ Crippa 15’ Siciliano 58’ | Marcatori | 48’ Pascutti |

| Arbitro: | Jonni (Macerata) |

|              |           |             |
| Lojacono 15’ | Marcatori | 37’ Miranda |

| Arbitro: | Genel (Trieste) |

|                             |           |  |
| Miranda 42’, 60’ Nicolè 46’ | Marcatori |  |

| Arbitro: | Campanati (Milano) |

|  |           |             |
|  | Marcatori | 49’ Miranda |

| Arbitro: | Gambarotta (Genova) |

|              |           |                                        |
| Humberto 46’ | Marcatori | 15’ Siciliano 21’ Stacchini 47’ Sívori |

| Arbitro: | Roversi (Bologna) |

|             |           |  |
| Miranda 13’ | Marcatori |  |

| Arbitro: | Jonni (Macerata) |

|            |           |  |
| Sívori 36’ | Marcatori |  |

| Arbitro: | Righi (Milano) |

|             |           |                                                |
| Petroni 86’ | Marcatori | 15’ Stacchini 35’, 70’ Sívori 56’, 80’ Miranda |

| Arbitro: | Gambarotta (Genova) |

|              |           |            |
| Börjesson 3’ | Marcatori | 50’ Sívori |

| Arbitro: | D'Agostini (Roma) |

|                         |           |             |
| Del Sol 21’ Miranda 23’ | Marcatori | 72’ Goldoni |

| Arbitro: | Adami (Roma) |

|          |           |  |
| Jair 49’ | Marcatori |  |

| Arbitro: | Francescon (Padova) |

|                          |           |  |
| Siciliano 2’ Del Sol 50’ | Marcatori |  |

| Arbitro: | Gambarotta (Genova) |

|                        |           |           |
| Leoncini 2’ Sívori 39’ | Marcatori | 25’ Bartu |

| Arbitro: | Lo Bello (Siracusa) |

|  |           |                                 |
|  | Marcatori | 32’ (rig.) Sívori 70’ Stacchini |

#### Girone di ritorno
| Arbitro: | D'Agostini (Roma) |

|                        |           |  |
| Sívori 51’ Noletti 68’ | Marcatori |  |

| Arbitro: | De Marchi (Pordenone) |

|                                            |           |                                                              |
| Da Costa 32’ Mereghetti 58’ Domenghini 63’ | Marcatori | 6’ Siciliano 41’ Sarti 48’ Emoli 55’, 69’, 83’ (rig.) Sívori |

| Torino 3 febbraio 1963, ore 14:30 CET 20ª giornata | Juventus                  | 0 – 0 referto | Fiorentina | Stadio Comunale\| Arbitro: \| Marchese (Frattamaggiore) \| |
| Arbitro:                                           | Marchese (Frattamaggiore) |               |            |                                                            |

| Arbitro: | Jonni (Macerata) |

|             |           |                         |
| Nielsen 60’ | Marcatori | 27’ Del Sol 77’ Miranda |

| Arbitro: | Gambarotta (Genova) |

|                         |           |  |
| Del Sol 60’ Miranda 68’ | Marcatori |  |

| Arbitro: | Sbardella (Roma) |

|                        |           |             |
| Toschi 25’ Tomasin 56’ | Marcatori | 79’ Del Sol |

| Arbitro: | Adami (Roma) |

|  |           |               |
|  | Marcatori | 41’ C. Crippa |

| Arbitro: | Jonni (Macerata) |

|                 |           |  |
| Sívori 53’, 64’ | Marcatori |  |

| Napoli 17 marzo 1963, ore 15:00 CET 26ª giornata | Napoli       | 0 – 0 referto | Juventus | Stadio San Paolo\| Arbitro: \| Adami (Roma) \| |
| Arbitro:                                         | Adami (Roma) |               |          |                                                |

| Milano 31 marzo 1963, ore 15:30 CET 27ª giornata | Milan            | 0 – 0 referto | Juventus | Stadio San Siro (77 746 spett.)\| Arbitro: \| Jonni (Macerata) \| |
| Arbitro:                                         | Jonni (Macerata) |               |          |                                                                   |

| Arbitro: | De Marchi (Pordenone) |

|  |           |           |
|  | Marcatori | 78’ Milan |

| Arbitro: | Sbardella (Roma) |

|                                 |           |                 |
| Benedetti 29’ (aut.) Sívori 69’ | Marcatori | 40’ De Robertis |

| Modena 21 aprile 1963, ore 15:30 CET 30ª giornata | Modena              | 0 – 0 referto | Juventus | Stadio Alberto Braglia\| Arbitro: \| Francescon (Padova) \| |
| Arbitro:                                          | Francescon (Padova) |               |          |                                                             |

| Arbitro: | Adami (Roma) |

|  |           |             |
|  | Marcatori | 27’ Mazzola |

| Mantova 5 maggio 1963, ore 16:00 CET 32ª giornata | Mantova          | 0 – 0 referto | Juventus | Stadio Danilo Martelli\| Arbitro: \| Jonni (Macerata) \| |
| Arbitro:                                          | Jonni (Macerata) |               |          |                                                          |

| Arbitro: | Gambarotta (Genova) |

|            |           |                               |
| Raffin 75’ | Marcatori | 71’ Sívori 88’ (rig.) Miranda |

| Arbitro: | Angelini (Firenze) |

|                        |           |                    |
| Miranda 25’ Zigoni 52’ | Marcatori | 8’ Bui 34’ Novelli |

### Coppa Italia
| Arbitro: | Jonni (Macerata) |

|                               |           |                                                           |
| Favalli 72’ (rig.) Pagani 84’ | Marcatori | 7’, 11’, 41’ Nicolè 17’ (rig.) Del Sol 74’ (aut.) Favalli |

| Arbitro: | D'Agostini (Roma) |

|  |           |                               |
|  | Marcatori | 20’ (aut.), 44’ (aut.) Odling |

| Arbitro: | Ferrari (Milano) |

|                           |           |           |
| Sívori 2’, 23’ Nicolè 16’ | Marcatori | 4’ Raffin |

| Arbitro: | Angelini (Firenze) |

|  |           |            |
|  | Marcatori | 90’ Maioli |

### Coppa delle Alpi
| Arbitro: | Francescon |

|           |           |                                                            |
| Weber 88’ | Marcatori | 14’, 15’ Menichelli 59’ Dell'Omodarme 66’ Miranda 69’ Gori |

| Arbitro: | Keller |

|                 |           |  |
| Sívori 43’, 53’ | Marcatori |  |

| Arbitro: | Bucheli |

|                             |           |                                                       |
| Blattler 14’, 68’ Duret 75’ | Marcatori | 6’ del Sol 10’, 55’ Miranda 40’ Menichelli 53’ Sívori |

| Arbitro: | Dienst |

|                                                   |           |                             |
| Bruno Siciliano 10’ del Sol 51’ (rig.) Sívori 74’ | Marcatori | 8’ da Costa 71’ Magistrelli |

### Videografia
- Manuela Romano (a cura di), Roberto Saoncella (con la collaborazione di), La grande storia della Juventus (DVD-Video): 1956-1966 "Sivori, Charles e Boniperti", RCS Quotidiani, RAI Trade, LaPresse Group, 2005,  a 35 min 32 s.